# Grästorp (Gemeinde)
Koordinaten: 58° 20′ N, 12° 41′ O

Grästorp ist eine Gemeinde (schwedisch kommun) in der westschwedischen Provinz Västra Götaland. Hauptort ist die gleichnamige Ortschaft Grästorp.

## Geografie
Die Gemeinde liegt im Nordwesten der Provinz Västergötland am Südufer des Vänernsees. Die Gemeinde Grästorp grenzt im Nordosten an die Gemeinde Lidköping, im Osten an die Gemeinde Vara und im Süden an die Gemeinde Essunga, alle im ehemaligen Kreis Skaraborg. Im Westen grenzt die Gemeinde an die Gemeinde Trollhättan und im Nordwesten an die Gemeinde Vänersborg, beide im ehemaligen Kreis Älvsborg.

## Geschichte
Bis in die zweite Hälfte des 19. Jahrhunderts hinein gab es auf dem heutigen Gemeindegebiet keine größeren Siedlungen. Als Gemeinde wurde Grästorp erst im Zuge der schwedischen Gemeindereform von 1971 eigenständig.

## Kultur

### Kulturelles Erbe
Im Jahr 2022 gab es in der Gemeinde beim Nationalen Altertumsamt 453 registrierte antike Überreste. Darunter mehrere Petroglyphen und Begräbnisstätten.
Unter den Baudenkmälern befindet sich beispielsweise Hedåkers Herrenhaus, eines der älteren Herrenhäuser von Västergötland, das bereits 1386 erwähnt wurde.